# Глигорије Авакумовић
Глигорије „Гига” Авакумовић (Сремски Карловци, 20. мај 1861 – Земун, 23. децембар 1923) био је српски правник, доктор наука, адвокат и политичар.

## Биографија
Рођен је 20. маја 1861. године у Сремским Карловцима, у свештеничкој породици. Најпре је похађао Карловачку, а потом Српску православну велику гимназију у Новом Саду. Студирао је право у Берлину, Паризу и Загребу, а докторирао 1887. године у Бечу. Писао и преводио текстове из грађанског и канонског права.
Од 1892. године је имао адвокатску канцеларију у Земуну. Припадао је Српској народној радикалној странци и био њен посланик на Српском црквено-народном сабору у Сремским Карловцима. У Хрватском сабору је био посланик Народне странке и члан хрватске делегације у Угарском сабору.
Након стварања Краљевине Срба, Хрвата и Словенаца, основао је странку Независних радикала заједно са Стојаном Протићем и са њим издавао часопис "Радикал".
Умро је 23. децембра 1923. године у Земуну.